# Marcelo Spínola y Maestre
Blaženi Marcelo Spínola y Maestre, španski rimskokatoliški duhovnik, škof in kardinal, * 14. januar 1835, Isle of San Fernando, † 20. januar 1906.

## Življenjepis
2. junija 1864 je prejel duhovniško posvečenje.
16. decembra 1880 je bil imenovan za pomožnega škofa Seville; 6. februarja 1881 je prejel škofovsko posvečenje.
10. novembra 1884 je bil imenovan za škofa Corie, 10. junija 1886 za škofa Málage in 2. decembra 1895 za nadškofa Seville.
11. decembra 1905 je bil povzdignjen v kardinala.
29. marca 1987 je bil beatificiran.